# Дом техники (Калининград)
Дом техники (торговый центр «Эпицентр») — воссозданное в 2000-х годах историческое здание в Калининграде. Расположено на улице профессора Баранова.

## История

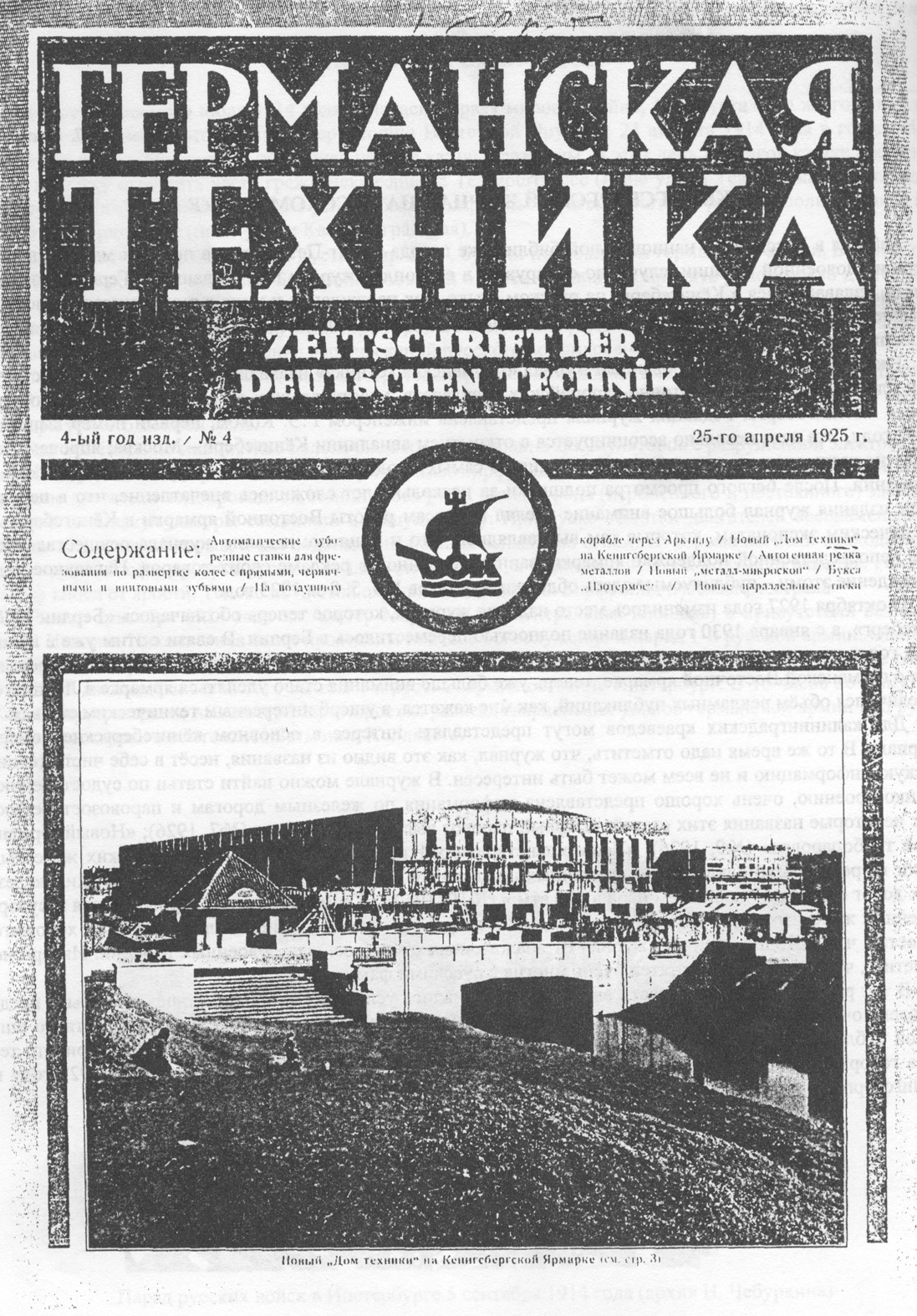
Дом техники на обложке журнала «Германская техника», 1925 год

С 1920 года в Кёнигсберге стала проводиться Восточная ярмарка. Первый раз она проводилась на территории кёнигсбергского зоопарка. Благодаря успеху ярмарки было решено проводить её ежегодно. Для нужд ярмарки было решено построить комплекс выставочных зданий и павильонов. Одним из них стал Дом техники, построенный к 1924 году.
В годы нацизма Дом техники был переименован в Дом Шлагетера, в честь убитого в 1928 году члена НСДАП Альберта Шлагетера. В Доме Шлагетера выступали с речами Брюнинг, Гёббельс и Гитлер.

Во время Второй мировой войны Дом техники был разрушен. 

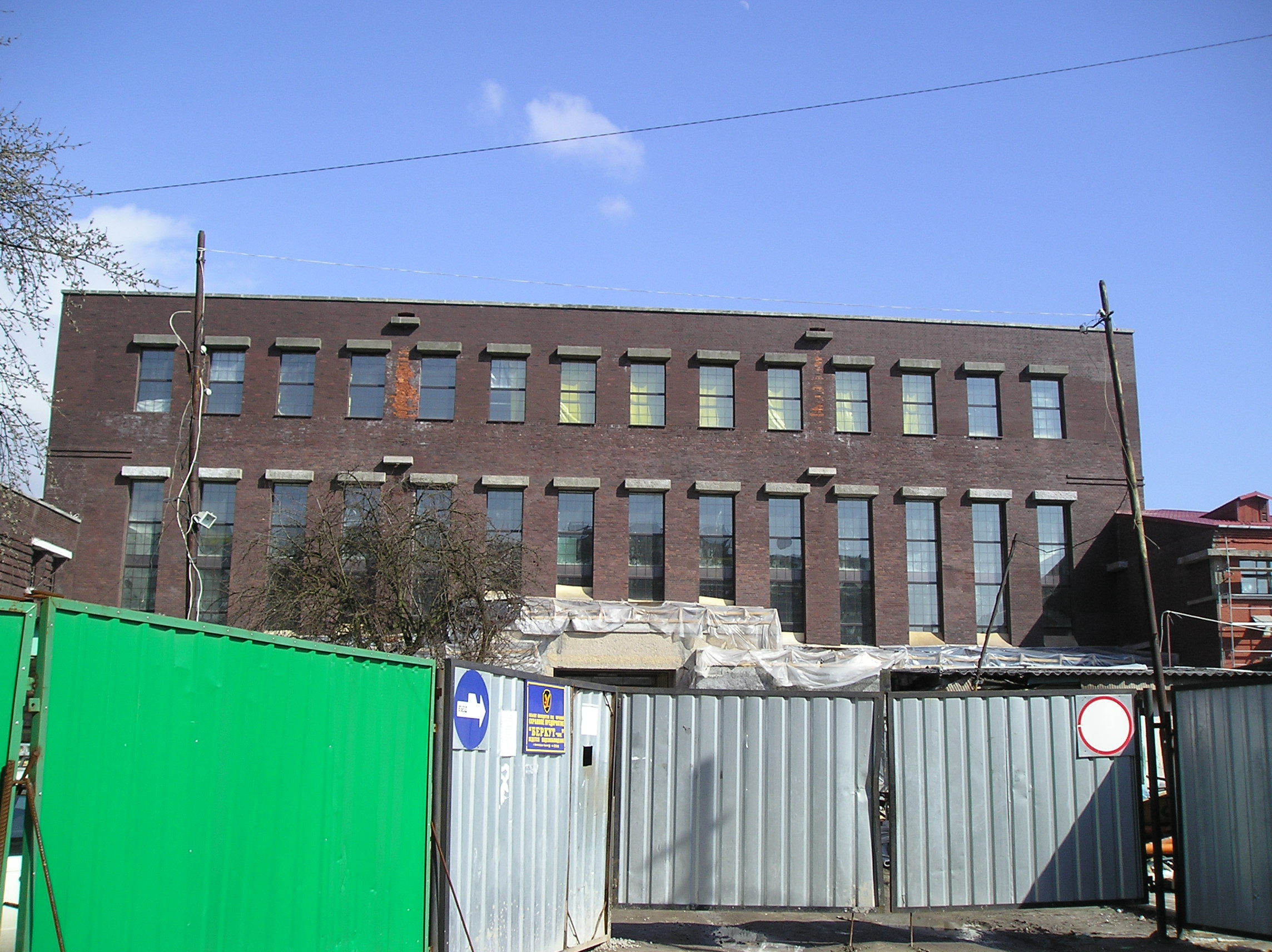
Дом техники в процессе реконструкции, 2006 год

После войны здание фактически не восстанавливалось. Лишь в части помещений вдоль внутренней стороны стен были устроены магазины. Они окружали просторный открытый «двор» (в прошлом — основной зал Дома техники), где разместились торговые павильоны Центрального рынка.
В начале 2000-х здание было восстановлено как торговый центр, получивший название «Эпицентр».

## Архитектура и строительное описание

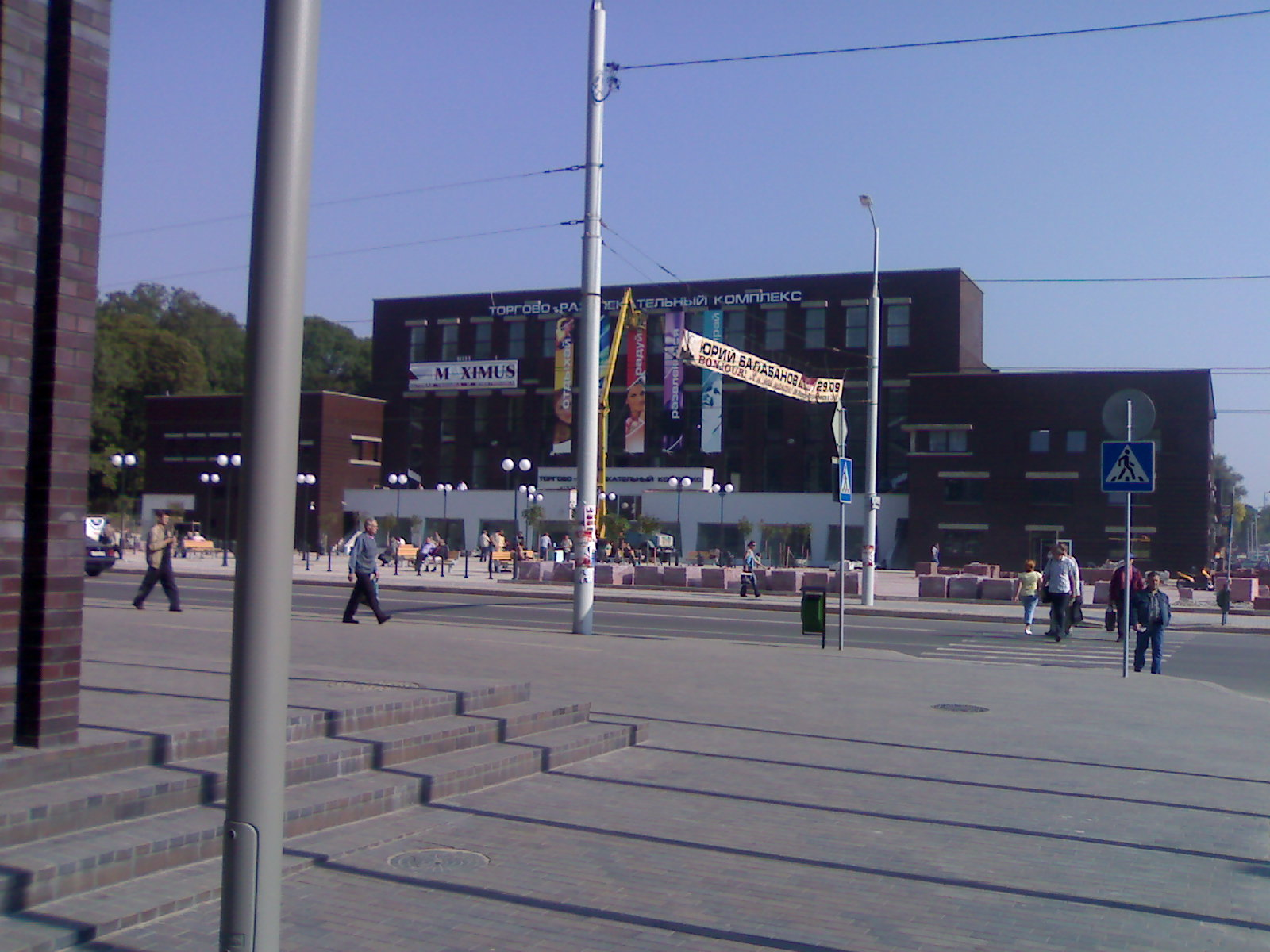
Дом техники после реконструкции, 2006 год

Дом техники представляет собой просторный выставочный зал. Длина здания — 121 метр, ширина — 46 метров.

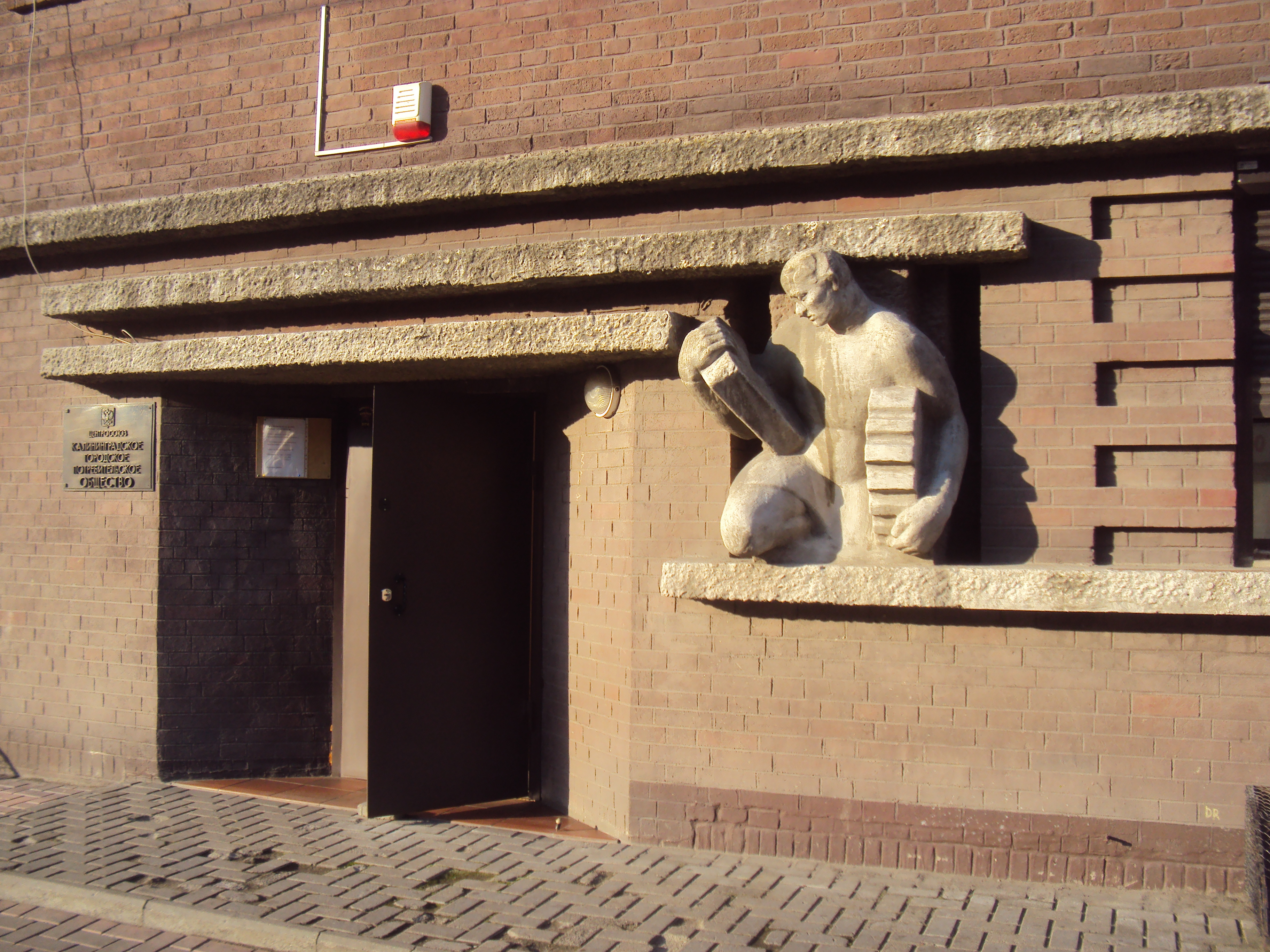
Горельеф здания

По углам здания расположены четыре пристройки. В пристройках располагались бюро, учебный кинотеатр, ресторан. Свет проникал в зал через большое количество высоких узких окон. Для доставки на выставку тяжёлой техники к Дому техники был проложен железнодорожный путь, а для перемещения техники в пределах зала использовался расположенный под потолком электрический подъёмный кран. На кинохронике 1928 года видно что путь подходил к южному торцу с запада, перед фасадом был поворотный круг, и один путь заходил прямо в здание по центру.
Здание построено в архитектурном стиле Баухауз из красного кирпича и не оштукатурено. Архитектор здания — Ганс Хопп. Наружные стены украшены горельефом «Каменотес» работы скульптора Германа Брахерта и горельефом «Мастеровые» работы скульптора Эрнста Филица.